# 大前孝太郎
大前 孝太郎（おおまえ こうたろう、1964年2月19日 - ）は、元内閣府官僚。2015年6月より城北信用金庫理事長。日本のギタリスト。ロックバンド「ゴマルヨンズボン」のメンバー。父は城北信用金庫会長（前理事長）・元全国信用金庫協会会長の大前孝治。

## 略歴
- 1964年東京都生まれ。
- 1987年慶應義塾大学経済学部経済学科を卒業。住友銀行等を経て、1998年より内閣官房特別調査員（経済戦略会議担当他）。
- 2001年より内閣府参事官補佐、企画官等（経済財政諮問会議、総合規制改革会議、構造改革特区・地域再生等を担当）。
- 2006年1月より内閣府政策企画調査官（2009年5月まで）。
- 2006年4月より慶應義塾大学総合政策学部准教授。
- 2009年6月より城北信用金庫 常務理事。
- 2011年 芸術家 筒井はじめと「ラブコモンズ」を結成。
- 2015年6月より城北信用金庫 理事長。[1][2]

## 公職
- 経済企画庁 経済審議会特別委員（1999年 - 2000年）
- 文部科学省 新教育システム開発プログラム ステアリング・コミッティー委員（2006年 - 2007年）
- 財務省 独立行政法人評価委員会委員（2007年 - ）
- 国土交通省 不動産デリバティブ研究会委員（2007年）
- 日本政策投資銀行 地域活性化研究会委員（2009年 - ）

## その他
慶應義塾大学総合政策学部では2010年まで准教授として「政策立案論」、「行政評価論」、「立法政策論」などの講義を担当するなど、政策立法に関する領域を主な研究対象としている。
また、内閣官房として、地域再生や構造改革特別区域などの職務を担当したことから、それらに関する著作も上梓している 。各省庁はじめ、多くの大学、企業、団体等から委員会への参加や講師の依頼などを多数受けている。
2022年11月　渋沢栄一にちなんだ楽曲『しぶさわくんの唄』企画から編曲まで手掛ける。

## テレビ出演
- 日経スペシャル カンブリア宮殿 庶民と中小企業の強い味方！ 下町信用金庫の街ごと活性化術（2017年8月3日、テレビ東京）[12]

## 書籍

### 編著
- 『地域再生システム論 「現場からの政策決定」時代へ』（監修:西村清彦、編著:御園慎一郎 大前孝太郎 服部敦）（2007年10月17日、東京大学出版会）ISBN 9784130322102
- 『特区・地域再生のつくり方』（編著:御園慎一郎 大前孝太郎 服部敦）（2008年2月28日、ぎょうせい）ISBN 9784324084151